# Edem Kodjo
Edem Kodjo (Sokodé, 23 maggio 1938 – Parigi, 11 aprile 2020) è stato un politico togolese.

## Biografia
Kodjo nacqua a Sokodé (prefettura di Tchouadjo) nel 1938. Durante il governo di Gnassingbé Eyadéma, fu ministro delle finanze (1973-1976) e ministro degli esteri (1976-1978). Dal 1978 al 1983 fu segretario generale della Organization of African Unity.
Nei primi anni novanta Kodjo prese le distanze dal governo di Eyadema e fondò un proprio partito politico chiamato Unione Togolese per la Democrazia. Insieme ad altri leader dell'opposizione fece pressioni su Eyadema perché si tenessero libere elezioni nel 1994. In quelle elezioni l'opposizione ottenne il controllo del parlamento, ma Eyadema convinse Kodjo a cambiare schieramento e formare un governo insieme a lui. In questo nuovo assetto, Kodjo ricevette il suo primo incarico di Primo ministro dal 23 aprile 1994 al 20 agosto 1996. Ulteriori dissapori con Eyadema lo convinsero a dare le dimissioni nel 1996.
Dopo la morte di Eyadema e la controversa ascesa alla presidenza di suo figlio Faure Gnassingbé, Kodjo (tornato formalmente all'opposizione) ricevette un nuovo incarico come Primo ministro l'8 giugno 2005.
Il 16 settembre 2006 Kodjo si dimise da primo ministro, e Gnassingbé nominò al suo posto Yawovi Agboyibo.
Il 25 settembre Kodjo fu nominato da Gnassingbé ministro dello stato.